# 默基特希臘禮天主教賽達總教區
默基特希臘禮天主教賽達總教區（拉丁語：Archidioecesis Sidoniensis Graecorum Melkitarum）是黎巴嫩一個東儀天主教總教區（默基特希臘禮）。
賽達就是聖經時代的漆冬，教會在羅馬時期就出現，其首位有史記載的主教見於尼西亞會議的文獻之上。十字軍時期也曾經建立過拉丁禮教區。1683年隨宗主教與羅馬合一。1964年11月18日升為總教區。
總教區包括南部省的賽達縣和黎巴嫩山省的舒夫縣。2010年有四十五名司鐸、五十三個堂區、32,000名教友。現任教區總主教為埃利·哈達德。